# 胡布·斯蒂文斯
（1953年11月29日—），通称为胡布·斯蒂文斯（Huub Stevens）是一位荷兰前足球运动员及现任足球教练。作为职业球员，他曾在1970年至1986年间效力于幸運薛達和PSV埃因霍温，并在1975年至1985年间18次代表荷兰国家足球队上阵。投身教练后，他自1993年以来也曾先后执教于荷兰、德国、奥地利和希腊的俱乐部，其中任期最长的是在沙尔克04，并率队夺得1997年欧洲联盟杯冠军。
斯蒂文斯被认为是一位注重纪律和严格战术体系的教练。由于严厉、闷闷不乐的个人风格，他也常被球迷戏称为“科尔克拉德的咆哮者”。

## 球员生涯
斯蒂文斯出生于锡塔德的一个工人阶级社区。他的职业球员生涯都在本土的幸運薛達和PSV埃因霍温两支球队度过。在效力PSV埃因霍温期间，他共赢得3次荷甲冠军、1次荷兰杯冠军和1次欧洲联盟杯冠军（1978年）。此外，他也曾18次代表荷兰国家足球队上阵及射入1球，并且是荷兰队参加1980年欧洲足球锦标赛的23位球员之一。

## 教练生涯
在球员生涯结束后不久，斯蒂文斯便成为了PSV埃因霍温的青训主管，在那里他主要负责培养年轻球员和委任青年队教练，例如尼克·特斯罗夫，直至1993年担当地处科尔克拉德的洛達JC主教练。从1996年10月至2002年6月，斯蒂文斯转而执教德甲俱乐部沙尔克04，并率队赢得1997年欧洲联盟杯冠军和2001年、2002年的德国杯冠军。1999年，沙尔克04球迷通过票选将他评为俱乐部的世纪最佳主教练。随后，他又被任命为柏林赫塔主教练，但于2003年12月遭到解雇。从2004年6月14日至2005年5月27日，斯蒂文斯是科隆的主教练，直至他回到洛達JC并签订了一份为期两年的合同。在斯蒂文斯的治下，科隆顺利夺得德乙冠军并成功升入德甲。而在完成与洛達JC的合同后，他又在2007年2月2日重返德甲成为汉堡的新任主教练。汉堡在斯蒂文斯接手之时仅在联赛位居降级区，而在他接手后的成绩显著提升，不仅成功实现保级，甚至能以积分榜第七位完赛，从而获得参加国际托托杯的资格。
在与汉堡的合同于2007-08赛季末届满后，斯蒂文斯接手了当时处于主教练真空期的PSV埃因霍温。据报道，PSV埃因霍温为了签入他而提供了一份非常高昂的报价。他于2009年1月28日从PSV埃因霍温辞职，并在同年4月22日与奥超俱乐部萨尔茨堡红牛签约。
2010年2月9日，斯蒂文斯与萨尔茨堡红牛续签了合同直至2012年，但他在2011年4月8日即遭解雇。同年9月27日，斯蒂文斯回到沙尔克04，成为原主教练拉尔夫·朗尼克的继任者，并签署了一份期至2013年合同。至2012年12月16日，他再被沙尔克04解雇。在赋闲了约大半个赛季后，斯蒂文斯于2013年6月25日转而执教希腊俱乐部PAOK。但PAOK同样在2014年3月2日，即斯蒂文斯执教未满一个赛季之际，便以过往战绩不佳为由将其解雇。
离开PAOK后，斯蒂文斯于2014年3月9日被任命为德甲俱乐部斯图加特的主教练，以接替前任托马斯·施耐德。斯蒂文斯自2014年3月10日开始履新，他接手的首场比赛是在联赛对阵云达不来梅，比赛最终以1比1结束。而在球队于2014年5月10日以0比1不敌拜仁慕尼黑之后，他又辞去了斯图加特的主教练职位。在他所执教的10场比赛中，共取得3胜3平4负的成绩。
2014年11月25日，斯蒂文斯重返斯图加特。三天后，他在回归后的首场比赛便率队以4比1战胜弗赖堡。而直至2015年3月21日以3比1战胜法兰克福后，斯蒂文斯治下的斯图加特才取得2015年的联赛首胜和赛季的第二个主场胜利。在2014-15赛季结束后，他功成身退，再次离开了斯图加特。
2015年10月26日，在德甲开局10场仅得6分的情况下，斯蒂文斯被任命为賀芬咸的主教练。 但是，他于2016年2月10日因心律不整辞去了主教练一职。

### 执教数据
最後更新：2016年2月26日
| 俱乐部       | 自             | 至             | 成绩 | 成绩 | 成绩 | 成绩 | 成绩  | 成绩   |
| 俱乐部       | 自             | 至             | 场   | 胜   | 平   | 负   | 胜%   | 注     |
| ------------ | -------------- | -------------- | ---- | ---- | ---- | ---- | ----- | ------ |
| 洛達JC       | 1993年3月1日   | 1996年10月8日  | 139  | 66   | 41   | 32   | 47.48 |        |
| 沙尔克04     | 1996年10月8日  | 2002年6月30日  | 241  | 104  | 65   | 72   | 43.15 | [ 5 ]  |
| 柏林赫塔     | 2002年7月1日   | 2003年12月4日  | 64   | 25   | 17   | 22   | 39.06 | [ 38 ] |
| 科隆         | 2004年6月14日  | 2005年5月27日  | 36   | 21   | 8    | 7    | 58.33 |        |
| 洛達JC       | 2005年5月27日  | 2007年2月2日   | 69   | 32   | 13   | 24   | 46.38 |        |
| 汉堡         | 2007年2月2日   | 2008年6月30日  | 67   | 35   | 19   | 13   | 52.24 | [ 39 ] |
| PSV埃因霍温  | 2008年7月1日   | 2009年1月28日  | 28   | 12   | 5    | 11   | 42.86 |        |
| 萨尔茨堡红牛 | 2009年6月15日  | 2011年4月8日   | 94   | 46   | 28   | 20   | 48.94 |        |
| 沙尔克04     | 2011年9月27日  | 2012年12月16日 | 63   | 34   | 14   | 15   | 53.97 | [ 5 ]  |
| PAOK         | 2013年6月25日  | 2014年3月2日   | 44   | 25   | 9    | 10   | 56.82 |        |
| 斯图加特     | 2014年3月10日  | 2014年5月10日  | 10   | 3    | 3    | 4    | 30.00 | [ 30 ] |
| 斯图加特     | 2014年11月25日 | 2015年5月24日  | 22   | 7    | 6    | 9    | 31.82 | [ 30 ] |
| 賀芬咸       | 2015年10月26日 | 2016年2月10日  | 10   | 1    | 5    | 4    | 10.00 | [ 40 ] |
| 总计         | 总计           | 总计           | 887  | 411  | 233  | 243  | 46.34 | —      |

## 荣誉

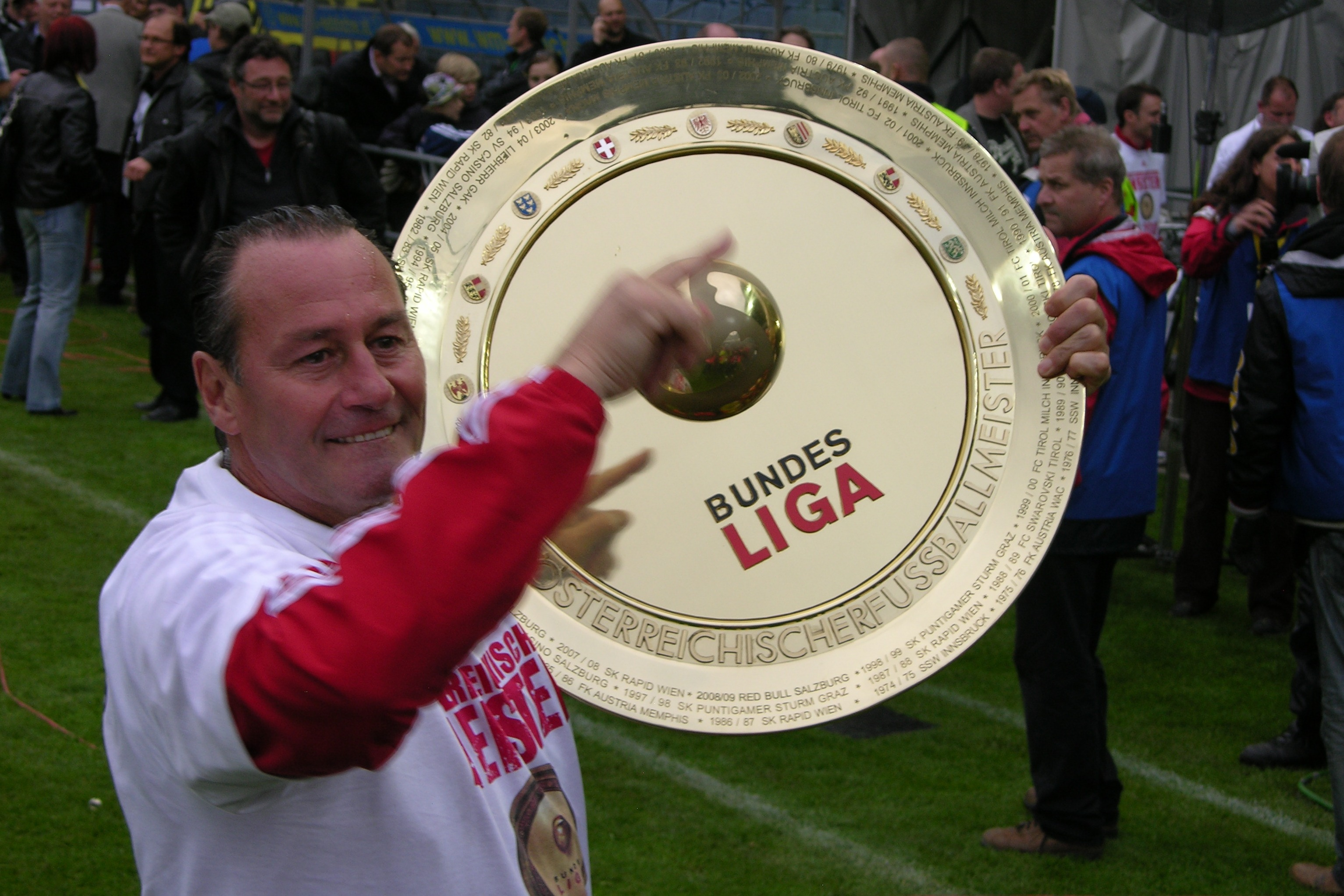
斯蒂文斯曾以主教练身份率领萨尔茨堡红牛夺得2010年奥地利足球超级联赛冠军（即奥地利足球冠军）

### 球员
- 荷兰足球甲级联赛冠军：1976年，1978年，1986年
- 荷兰杯冠军：1976年
- 欧洲联盟杯冠军：1978年

### 主教练
沙尔克04
- 欧洲联盟杯冠军：1997年
- 德国杯冠军：2001年，2002年

柏林赫塔
- 德国联赛杯冠军：2002年

科隆
- 德国足球乙级联赛冠军：2005年

汉堡
- 国际托托杯冠军：2007年

PSV埃因霍温
- 告魯夫盾冠军

萨尔茨堡红牛
- 奥地利足球冠军：2010年